# Steinfeld, Vechta
Steinfeld là một đô thị ở huyện Vechta, trong bang Niedersachsen, nước Đức. Đô thị Steinfeld, Vechta có diện tích 60 km². Đô thị này có cự ly khoảng 16 km về phía tây nam của Vechta, và 40 km về phía đông bắc của Osnabrück.